# João Carlos Batista Pinheiro
João Carlos Batista Pinheiro (Campos dos Goytacazes, 1932. január 13. – Rio de Janeiro, 2011. augusztus 30.), brazil válogatott labdarúgó, edző.
A brazil válogatott tagjaként részt vett az 1953-as Dél-amerikai bajnokságon és az 1954-es világbajnokságon.

## Sikerei, díjai
Fluminense
- Campeonato Carioca (2): 1951, 1959
- Copa Rio (1): 1952
- Torneio Rio-São Paulo (2): 1957, 1960

Brazília
- Dél-amerikai ezüstérmes (1): 1953